# Saint-Hippolyte, Gironde
 Saint-Hippolyte  là một xã thuộc tỉnh Gironde trong vùng Aquitaine tây nam nước Pháp. Xã này nằm ở khu vực có độ cao trung bình 18 mét trên mực nước biển.